# 加里波第街 (都灵)

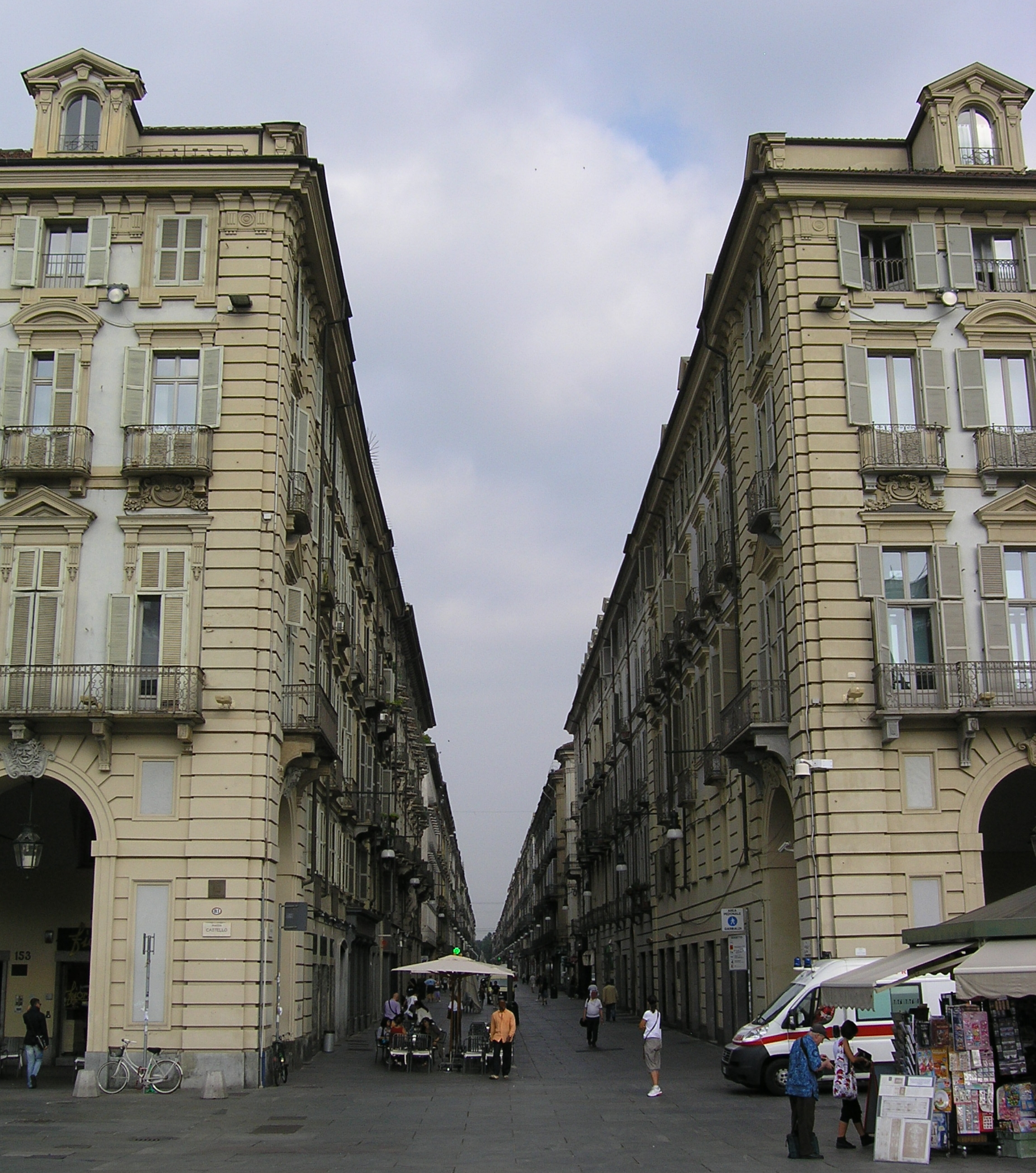
加里波第街，城堡广场.

加里波第街（Via Garibaldi）是意大利都灵市中心的主要街道之一，连接城堡广场与法律广场，其历史可追溯到古罗马时代，为都灵最古老的街道。

这条街两侧均为配有柱廊的18世纪建筑，长963米，为欧洲第二长的步行街，仅次于波尔多的圣凯瑟琳街。

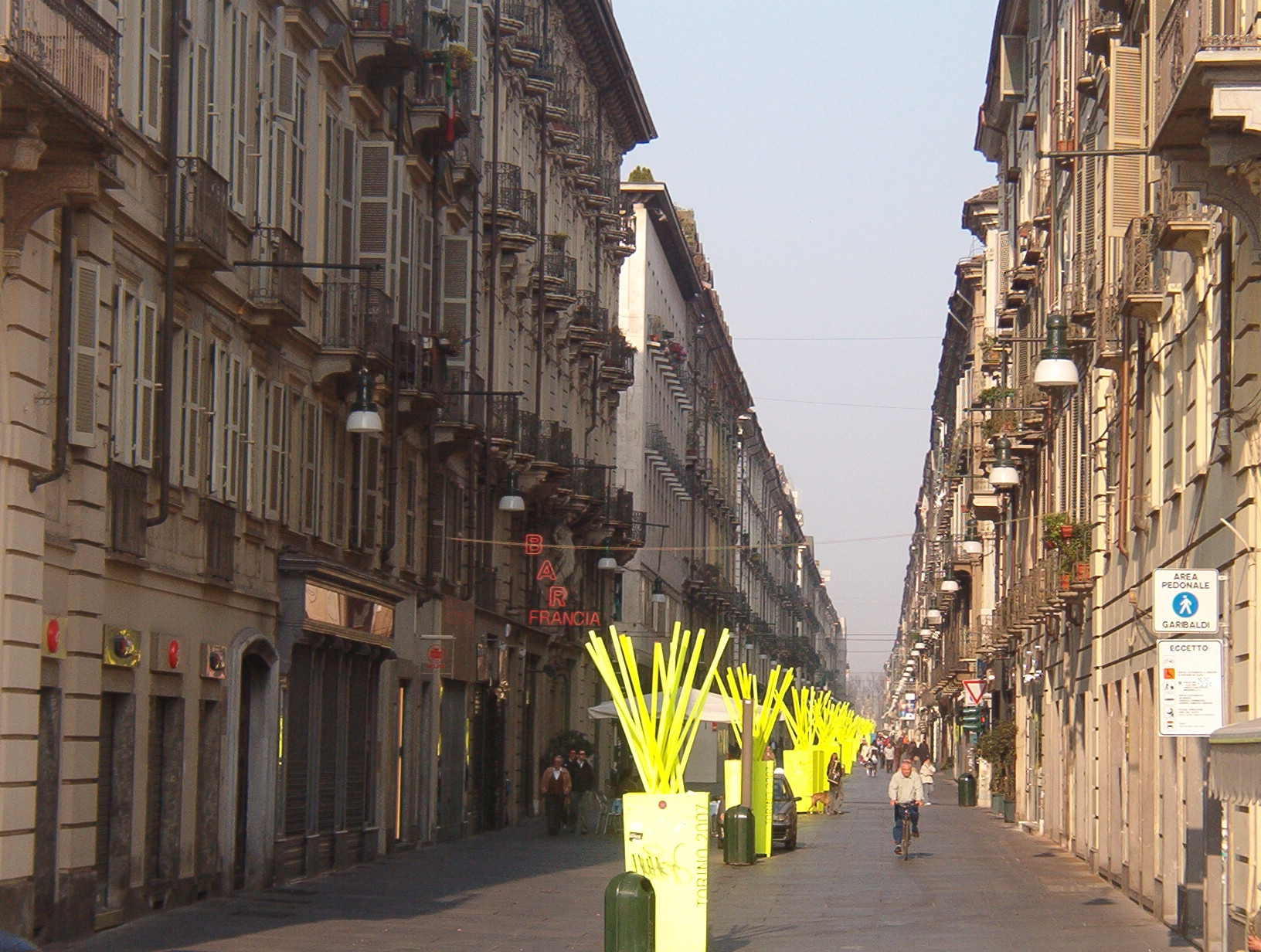
从城堡广场看加里波第街

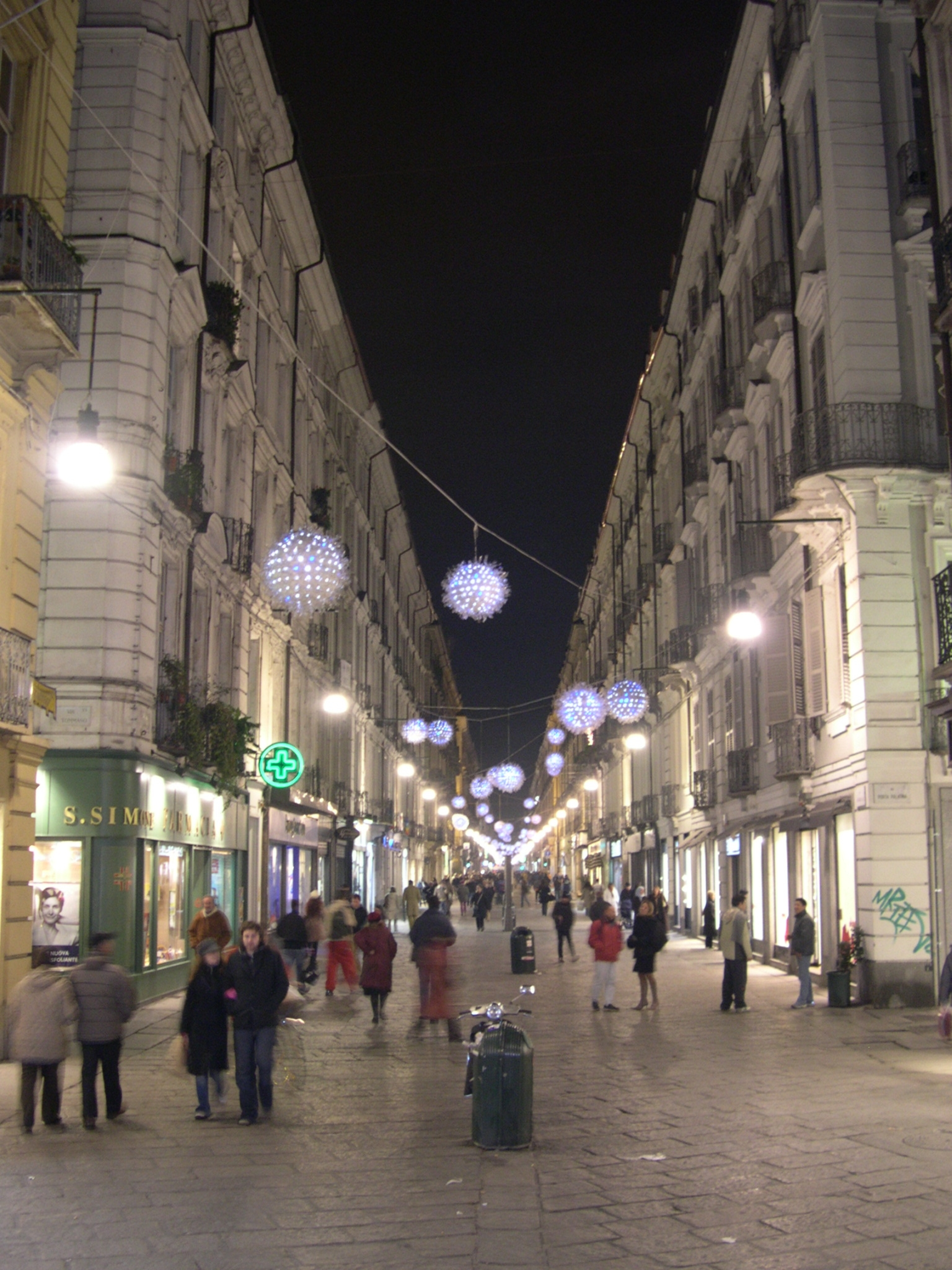
帕拉蒂内城门街看加里波第街